# 왕궈웨이

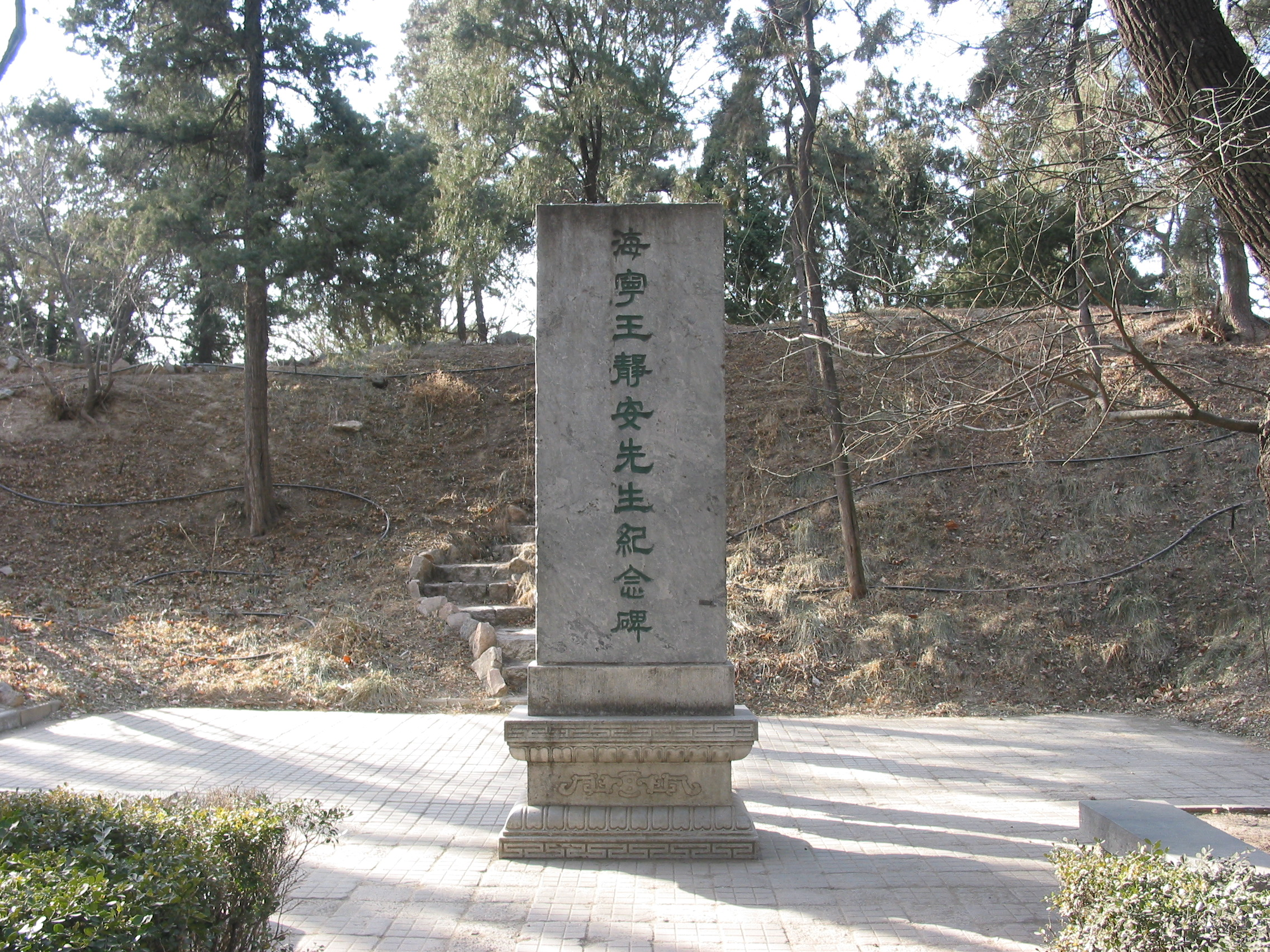
묘

왕궈웨이(중국어 간체자: 王国维, 정체자: 王國維, 병음: WángGuówéi), 1877년~1927년)는 중국 청 말기 사상가, 문학자, 역사학자이다. 자는 정안(靜安), 정암(靜庵), 백우(伯隅) 등이고 호는 예당(禮堂)이며, 만년에는 영관당(永觀堂)이라고 했다가 관당(觀堂), 영관(永觀)이라고 고쳐 부르기도 했다. 저장성 하이닝에서 출생. 근대 중국의 저명한 학자로 문학, 희곡, 미학, 사학, 갑골학, 돈황학, 금석학, 역사·지리학, 판본·목록학을 위시한 여러 방면에서 뛰어난 업적을 남겼다. 저서에 인간사화 관당집림 정암문집 등이 있다. 마지막 황제 푸이의 스승으로도 유명하다.

## 생애
왕궈웨이는 1877년(청 광서 3년) 12월 3일(음력 10월 29일) 진시(辰時)에 저장성 하이닝[海寧, 지금의 하이닝시 옌관진(鹽官鎭)] 솽렌항(雙仁巷)에서 태어났다. 1892년(광서 18년, 만 15세) 7월에 주학(州學)에 들어가 하이닝주(海寧州)의 세시(歲試)에 참가해서 21등으로 합격해 수재(秀才)가 된다. 이때 왕궈웨이는 그 고을에서 이름을 떨쳐 천수첸(陳守謙), 예이춘(葉宜春), 주자유(?嘉猷) 등과 함께 “하이닝의 네 재주꾼(海寧四才子)”으로 불렸다.
1898년 2월에 왕궈웨이는 상하이로 가서 일을 찾던 중 친구의 주선으로 시무보관(時務報館)에 취직한다. ≪시무보≫는 진보적 저널리스트인 왕캉녠(汪康年)이 주필을 맡고 있던 유명 시사 잡지였는데, 이곳에서 그는 서기와 교정 일을 보았다. 3월 22일에 뤄전위(羅振玉)가 세운 동문학사(東文學社)가 개학하자 왕궈웨이는 왕캉녠의 동의를 받아 이곳에서 매일 오후 몇 시간 동안 영어와 일어, 서양의 새로운 학문을 습득했는데, 주로 화학, 물리, 수학, 지리 등의 자연과학이었다. 동문학사에서 왕궈웨이는 평생의 후원자인 뤄전위를 만난다.
철학을 연구하던 초기에는 독학으로 독일 관념철학의 이론적 구조를 소화하여 논리학·미학·윤리학의 세 분야에 걸쳐 칸트, 쇼펜하우어, 니체 등의 제 설(諸說)을 중국 사상계에 소개했으며, 특히 쇼펜하우어의 미학설(美學說)에 의해서 쓴 <홍루몽 평론(紅樓夢評論)> <인간사화(人間詞話)> 두 편은 종래 전통적 문학사상 아래서 멸시당해 왔던 중국의 희곡소설·속곡(俗曲) 등의 미학적 가치를 서양 근대의 예술이론에 따라 해명·칭양(稱揚)하여 뒤의 신문학운동에 이론적 초석(礎石)을 구축했다. 1894년 청일전쟁 후, 변법유신 운동이 일어나고 서양 학문이 밀려들자, 왕궈웨이는 서양 학문을 접한다. 1898년 상하이로 가서 캉유웨이, 량치차오 등이 주축이 되어 발간하던 개혁 사상 대변지 ＜시무보(時務報)＞의 서기, 교정원을 맡았다.

## 뤄전위와의 관계
여가 시간을 이용, 뤄전위(羅振玉)가 세운 동문학사(東文學社)에 들어가 영어, 일어, 수리, 철학, 물리, 화학 등을 공부했다. 이때 뤄전위는 우연히 왕궈웨이의 자질이 뛰어남을 알아보고 다방면에서 도움을 주게 되는데, 이로써 뤄전위와 왕궈웨이의 평생의 만남과 우의가 시작되었다.
1902년 2월 왕궈웨이는 뤄전위의 지원으로 일본 유학을 떠난다. 왕궈웨이는 일본에서 스승 후지타의 권유로 이과 공부를 하게 되는데 낮에는 영어 공부를 하고 저녁에는 도쿄 물리학교에 가서 수학을 공부했다. 왕궈웨이의 일본 유학 생활은 그리 오래가지 못했다. 도쿄에 머문 지 4, 5개월 만에 각기병이 재발했기 때문이다. 그는 뤄전위의 동의를 얻어 결국 여름에 귀국하고 말았다.
뤄전위의 추천으로 상하이난양공학(上海南洋公學), 퉁저우사범학교(通州師範學校), 쑤저우사범학교(蘇州師範學校)에서 교편을 잡고 철학, 심리학, 윤리학 등을 가르쳤다.
1906년(광서 32년, 만 29세) 봄에 청 정부는 학부(學部)를 신설한다. 이때 뤄전위는 돤팡의 추천으로 학부에서 일하게 된다. 얼마 지나지 않아 그는 정식으로 참사관(參事官)이 되었다. 이에 왕궈웨이 역시 뤄전위를 따라 베이징으로 갔다. 베이징에서 왕궈웨이는 뤄전위의 집에 머물면서 계속해서 ≪교육 세계≫의 원고를 집필했다. 1907년 봄에는 뤄전위의 추천을 받아 학부총무사행주(學部總務司行走)가 되었고, 학부 도서관에서 편집과 교과서 등을 편역하고 심의하는 일을 맡는다. 이 시기에 미학, 문학 이론, 희곡 예술사를 연구해 ≪인간사화(人間詞話)≫, ≪송원희곡고(宋元戱曲考)≫를 저술했다.
베이징에 온 이후 대략 이 시기부터 왕궈웨이는 철학에 대한 심각한 회의에 빠지게 되는데, 대략 2, 3년 전, 즉 1904년경부터 이미 철학에 대해 번민한 것으로 보인다. 그는 시간이 지날수록 형이상학적 염세주의의 모순을 발견하게 된다. 그는 쇼펜하우어의 철학적 체계가 자기 자신의 견식 있는 직관적 지식에 근거하지 않았다고 생각했다. 철학에 대한 이와 같은 회의가 지속된 결과 1907년경에 이르러서는 완전히 문학으로 전향하게 된다. 1907년은 왕궈웨이가 철학에 대한 사상적 번민을 거친 뒤 문학을 통해 ‘직접적 위로’를 얻기 위해 사와 희곡 연구로 학술 방향을 전환한 시기다.
1911년 신해혁명이 일어나자 이해 12월에 왕궈웨이는 뤄전위와 함께 일본으로 망명한다. 1911년 이후부터 뤄전위가 왕궈웨이의 학문에 끼친 영향은 특별하다. 뤄전위는 회의주의와 서양 관념의 영향으로 청조가 몰락했다고 생각했으며 자신이 줄곧 인정하고 지원했던 왕궈웨이와 같은 사람이 학자적 의무로서 국학을 하기를 희망했다. 뤄전위는 왕궈웨이에게 국학 연구에 최선을 다해 보자고 권유했고 왕궈웨이는 이때부터 “이전의 학문을 다 버리고 오로지 경학과 역사학을 연구했다”.
1916년 1월 2일 왕궈웨이는 4년 동안 머물던 일본을 떠나 상하이로 돌아왔다. 1916년 초에 하둔이 새로 만든 잡지 ≪학술 총편(學術總編)≫의 편집인으로 고용되어 학술 잡지를 편집하면서 교토에서와 마찬가지로 학술 연구에 매진했다. 그 후 1918년부터 창성밍즈대학(倉聖明智大學) 교수를 겸임했다. 왕궈웨이는 상하이에서 약 7, 8년간을 머물렀다. 이 시기에 경제적으로는 넉넉하지 못했지만 학술상의 업적은 풍요로웠으니 그의 유명한 논저는 모두 이 시기에 쓰였고, 명성도 점점 높아만 갔다.

## 만년과 평가
1923년 음력 3월 1일 청조의 마지막 황제 푸이는 “양종시(楊鍾羲), 징팡창(景方昶), 원쑤(溫肅), 왕궈웨이를 모두 남서방 행주로 임명한다”는 교지를 내렸다. 직무는 학문 강론, 서적 조사, 시 낭송, 그림 그리기, 골동품 감상 등으로 청반(淸班), 즉 소위 문학(文學) 시종지신(侍從之臣)에 속했다. 그러나 황제의 신임을 얻어 초안 작성을 돕거나 정무를 처리하기도 했다. 그러나 남서방 행주라는 직무 역시 오래가지 못했다.
1924년 펑위샹(馮玉祥)의 국민군이 베이징을 침략해 새로운 내각을 만들고 푸이를 자금성에서 내쫓았다. 황제가 일본 영사관으로 피신한 뒤 왕궈웨이는 후쓰의 추천을 받아들여 1925년부터 량치차오·자오위안런·천인췌(陳寅恪)와 함께 칭화 대학 국학연구원의 ‘네 명의 석학 지도교수’가 되었다. 칭화대학에서 왕궈웨이의 생활은 대단히 만족스러웠던 것 같다. 무엇보다 연구소에서 그는 동료들과 학생들에게 둘러싸였으며 그들은 모두 그를 학자로서 인간으로서 존경해 주었다. 왕궈웨이는 이곳에서 그 자신의 지적 흥미를 추구할 수 있는 충분한 시간을 가졌다. 후에 그는 초기 몽골 시기의 역사와 지리 연구에 초점을 두게 되었다. 이 시기에 왕궈웨이는 또한 국가적 사업으로 서북 변경 지리(西北邊疆地理)와 요(遼), 금(金), 원(元)의 역사를 연구했다. 당시 그는 학계의 거두로 자타가 공인하는 인물이 되었는데, 거의 쉰이 다 된 나이였음에도 불구하고 중앙아시아와 고대 소수 민족 문자에 정통한 소장학자 뤄쥔추(羅君楚, 당시 20여 세)와 천인커(陳寅恪, 당시 30여 세)에게 찾아가 배움을 청할 정도로 학문에 정열을 쏟았다.
청화원에서 조용한 생활을 보내던 그는 1926년 말엽 일련의 심각한 사건을 겪으면서 우울해졌다. 1926년에 그의 장남이 사망한 데다 장례 문제로 그의 아내와 며느리(뤄전위의 딸) 사이에 불화가 일어나 오랜 후원자인 뤄전위와 돌이킬 수 없는 결별을 하게 된다. 게다가 1927년 혁명 분위기가 고조되면서 시대의 불안감은 극대화되었고 그는 나라의 미래와 황제의 안전에 대해 낙담했다고 한다. 그는 당시의 정치 상황에 대해 대단히 비관적이었고 자살하기 바로 전날인 1927년 6월 1일에 삶의 허무와 체념을 드러낸 글을 남기고, 다음 날 오전 이허위안(頤和園) 쿤밍호(昆明湖)에서 투신자살했다. 그의 몸에서 발견된 유서에는 다음과 같이 적혀 있었다.
50년의 파란 많은 인생, 단지 한 번의 죽음만은 겪어보지 못했다(五十之年, 只欠一死).
이러한 세상 변란을 겪으니, 도의(道義)에 두 번의 치욕은 받을 수 없구나(經此世變, 義無再辱).
한 시대의 대학자가 그의 인생과 학문의 황금기에 이렇게 생을 다했다. 그의 죽음은 학술계에 커다란 충격을 불러일으켰고, 그의 사인(死因)에 대해 의견이 분분했다. 그의 시인과 같은 영혼은 생존경쟁의 세계에서 상처받지 않을 수 없었고, 그가 추구했던 학문은 해탈과 자유를 얻을 수 있는 피안의 세계에 있지 못했다. 이상과 현실의 괴리에서 오는 고독과 방황, 인생이 주는 우울과 번민은 그의 영혼으로 하여금 육신을 떠나 쿤밍호에서 파문을 일으키며 사라지게 했다. 여러 학술 방면에서 이룬 성취로 그는 “중국 근 300년의 학술을 종결한 사람, 최근 80년래 학술을 창조한 사람”으로 평가된다.